# アイランド (バンド)
アイランド（Island）は、スイスのチューリッヒのプログレッシブ・ロック・バンド。

## 来歴
- 1972年

元トードのベニ・イェーガー、ヴェルナー・フレーリッヒ、元デフのジャック・R.コンラド、ダニー・リューレ、ギューゲ・マイアーを中心に結成。
- 1975年

コンラド、フレーリッヒ、コリンソン脱退。(フレーリッヒはトードに復帰)
ピーター・シェラー、エーゴン・イーグラー加入。
リューレ、イーグラー脱退。
- 1976年

ルネ・フィッシェ、アルフィーオ・サッコ加入。
サッコ脱退。
- 1977年

1stアルバム『ピクチャーズ』録音。
解散。
その後ピーター・シェラーはニュー・ヨークへ渡り、アート・リンゼイとアンビシャス・ラバーズを結成する。

## メンバーと担当楽器

### 第1期 1972年-1975年
- ベニ・イェーガー (Benjamin "Beni" Jäger) - ボーカル、パーカッション
- ジャック・R.コンラド (Jack R.Conrad) - シンセサイザー、メロトロン、エレクトリック・ピアノ、ピアノ、オルガン、フルート
- ギューゲ・マイアー (Güge Jürg Meier) - ドラム、パーカッション
- ダニー・リューレ (Dany Rüehle) - ギター、アコースティック・ギター
- ヴェルナー・フレーリッヒ (Werner Froehlich) - ベース
- ブリン・コリンソン (Bryn Collinson) - エレクトリック・サックス、サックス

### 第2期 1975年
- ベニ・イェーガー (Benjamin "Beni" Jäger) - ボーカル、パーカッション
- ダニー・リューレ (Dany Rüehle) - ギター、ボーカル
- ギューゲ・マイアー (Güge Jürg Meier) - ドラム、パーカッション、ボーカル
- ピーター・シェラー (Peter Scherer) - オルガン、シンセサイザー、クラヴィネット、エレクトリック・ピアノ、ボーカル
- エーゴン・イーグラー (Egon Eggler) - ベース、ボーカル

### 第3期 1976年
- ベニ・イェーガー (Benjamin "Beni" Jäger) - ボーカル、パーカッション
- ギューゲ・マイアー (Güge Jürg Meier) - ドラム、パーカッション、ボーカル
- ピーター・シェラー (Peter Scherer) - オルガン、シンセサイザー、クラヴィネット、エレクトリック・ピアノ、ボーカル
- ルネ・フィッシェ (René Fisch) - サックス、フルート、ボーカル
- アルフィーオ・サッコ (Alfio Sacco) - ベース、ボーカル

### 第4期 1977年
- ベニ・イェーガー (Benjamin "Beni" Jäger) - ボーカル、パーカッション
- ギューゲ・マイアー (Güge Jürg Meier) - ドラム、ゴング、パーカッション
- ピーター・シェラー (Peter Scherer) - オルガン、シンセサイザー、クラヴィネット、ピアノ、ベースペダル、クロテイル、ボーカル
- ルネ・フィッシェ (René Fisch) - サックス、フルート、クラリネット、トライアングル、ボーカル

1stアルバム『ピクチャーズ』録音。

ボーカル/キーボード/管楽器/ドラムという特異な楽器編成であり、ギター、ベース不在。

ベース・パートはピーター・シェラーがベースペダルで兼任している。
アルバム・ジャケットは近所に住んでいた縁でH・R・ギーガーが担当している。

## ディスコグラフィ

### アルバム
- 『ピクチャーズ』 - Pictures (1977年 第4期) ※1997年版CDには第3期ライブ音源「Empty Bottles」を収録
- Pyrrho (2005年 Home Recording:第2期 / Live Version:第3期)

「Home Recording 1975(Remastered Version)」と「Live Version 1976」の2枚組発掘盤。
こちらもアルバム・ジャケットはH・R・ギーガーのイラストを使用。
- Pyrrho (Previously Unreleased Studio-Outtake) (2007年)

「Home Recording 1975(Remastered Version)」のmp3ダウンロード版
- Pyrrho (Official Bootleg Club Ver Live) (2007年)

「Live Version 1976」のmp3ダウンロード版

### オムニバス
- Heavenly and Heavy (1973年 第1期) ※「Silent Majority」で参加。